# Józef Trypućko
Józef Trypućko, född 7 juli 1910 i Malinowszczyzna i Polen, död 21 juli 1983 i Uppsala, var en polskfödd svensk slavist, knuten till Uppsala universitet.
Trypućko studerade vid Vilnius universitet där han 1934 avlade filosofie magisterexamen. Han var verksam som lektor vid Helsingfors universitet från 1936 till 1939 varpå han begav sig till Sverige. Han var inledningsvis verksam som lektor i polska vid Stockholms universitet för att senare övergå till samma tjänst vid Uppsala universitet. Han förblev universitetet trogen i hela sitt yrkesverksamma liv och utnämndes till docent och senare till professor. År 1958 kallades han till ledamot av Kungliga Humanistiska Vetenskapssamfundet i Uppsala.
I Trypućkos forskning märks särskilt hans analyser av språkbruket hos 1800-talets polska författare som Adam Mickiewicz och Władysław Syrokomla. Vidare intresserade han sig för polsk kultur och forskning i Sverige och sammanställde en rad bibliografier i ämnet; bland dessa märks särskilt Polonica vetera Upsaliensia (1958), en katalog över äldre polska verk i Uppsala universitetsbiblioteks samlingar. I samarbete med professor Gunnar Gunnarsson publicerade han flera läroböcker i polska. Han översatte även polskspråkig skönlitteratur, bland annat verk av Boleslaw Prus och, i samarbete med Lennart Kjellberg, Tadeusz Różewicz.
Józef Trypućko var son till Grzegorz Trypućko och Matylda Strell. År 1937 gifte han sig med Helena Swiłło, född 1916, dotter till Franciszek Swiłło och Helena Ziemacka. År 1939 fick de dottern Margareta.

## Verk i urval
- Gunnarsson Gunnar, Trypućko Józef, red (1944). Polsk läsebok: med ordlista och kommentarer. Uppsala: Lundequistska bokh. Libris 1462633
- Trypućko, Józef (1947). Słowiańskie przysłówki liczebnikowe typu stcsł. dvašdi, trišti.. Uppsala universitets årsskrift, 0372-4654 ; 1947:5. Uppsala: Lundequistska bokh. Libris 1421230
- Gunnarsson, Gunnar; Trypućko Józef (1946). Polsk grammatik. Stockholm: Almqvist & Wiksell. Libris 463461
- Gunnarsson, Gunnar; Trypućko Józef (1947). Polska för nybörjare. Stockholm: Almqvist & Wiksell. Libris 463455
- Trypućko, Józef (1948). Mianownik w roli przysłówka w słowiańskich językach. 1 Przymiotniki. Uppsala universitets årsskrift, 0372-4654 ; 1948:3. Uppsala: Lundequistska bokh. Libris 1421234
- Trypućko, Józef (1955-1957). Język Władysława Syrokomli (Ludwika Kondratowicza): przyczynek do dziejów polskiego języka literackiego w wieku XIX. Uppsala universitets årsskrift, 0372-4654 ; 1955:5 ; 1957:1Publications de l'Institut slave d'Upsal, 99-0811388-7 ; 10, 12. Uppsala. Libris 1260077
- Trypućko, Józef (1958). Polonica vetera Upsaliensia: catalogue des imprimés polonais ou concernant la Pologne des XVe, XVIe, XVIIe et XVIIIe siècles conservés à la Bibliothèque de l'université royale d'Upsala. Acta Bibliothecae R. Universitatis Upsaliensis, 0346-7465 ; 13. Uppsala. Libris 21184
- Trypućko, Józef (1982). O pewnym wypadku litewsko-polskiej interferencji językowej w zakresie onomastyki: (lit. przyrostek -utis, pol.-uć) = [Un cas de l'interférence linguistique lituanienne-polonaise dans le domaine de l'onomastique]. Uppsala slavic papers, 0348-3436 ; 5. Uppsala: Slaviska inst., Univ. (distr.). Libris 7402339. ISBN 91-506-0330-2